# Giulio Malenza
Giulio Malenza (Montorso Vicentino, 18 agosto 1915 – Lechemti, 27 giugno 1936) è stato un militare italiano, insignito della medaglia d'oro al valor militare.

## Biografia
Dopo aver frequentato la Scuola specialisti dell'Arma Aeronautica come allievo radiotelegrafista, il 2 aprile 1935 si arruola nella Regia aeronautica e viene assegnato al Centro Ricognizione Marittima della 1ª zona aerea territoriale.
Nel 1936 partì per l'Africa Orientale Italiana, dove viene inquadrato nella 7ª Squadriglia del 7º stormo.
Il 26 giugno 1936 partecipò alla spedizione aerea di Vincenzo Magliocco e Antonio Locatelli perita nell'eccidio di Lechemti.